# Фрес (Лоара)
Фрес (фр. Fraisses) насеље је и општина у источној Француској у региону Рона-Алпи, у департману Лоара која припада префектури Сент Етјен.
По подацима из 2011. године у општини је живело 3861 становника, а густина насељености је износила 833,91 становника/km². Општина се простире на површини од 4,63 km². Налази се на средњој надморској висини од 465 метара (максималној 746 m, а минималној 437 m).

## Демографија
| 1962. | 1968. | 1975. | 1982. | 1990. | 1999. | 2011. |
| ----- | ----- | ----- | ----- | ----- | ----- | ----- |
| 3.623 | 4.204 | 4.290 | 3.854 | 3.897 | 3.939 | 3.861 |

График промене броја становника у току последњих година